# Германівка (Берестинський район)
Германі́вка — село в Україні, у Берестинському районі Харківської області. Населення становить 173 осіб. Орган місцевого самоврядування — Сахновщинська селищна рада.

## Географія
Село знаходиться за 3 км від річки Багата (лівий берег). По селу протікає пересихаючий струмок, уздовж якого село витягнуто на 5 км. На відстані 1 км розташоване село Шевченкове, за 3 км — селище Сахновщина. Через село проходить автомобільна дорога Т 2120.

## Об'єкти соціальної сфери
- Фельдшерсько-акушерський пункт.

## Мешканці
В селі народився Галкін Григорій Сергійович (1924—2005) — український художник.